# Jean-Joseph Even
Pour les articles homonymes, voir Even.
Jean Joseph Even, né le 11 mars 1813 à Dinan (Côtes-du-Nord) et mort le 24 octobre 1882 à Dinan, est un homme politique français.

## Biographie
Avocat à Dinan, il est adjoint au maire en 1860. Opposant à l'Empire, il échoue aux élections de 1869 comme candidat d'opposition. Le 9 septembre 1870, il est nommé sous-préfet de Dinan et démissionne le 25 mars 1873, après la chute de Thiers. Il est élu député des Côtes-du-Nord en 1876, siégeant au centre gauche. Il est l'un des 363 qui refusent la confiance au gouvernement de Broglie le 16 mai 1877. Battu aux élections d'octobre 1877, il retrouve son siège en 1878 à la suite de l'invalidation de son adversaire. À nouveau battu en 1881, il profite une nouvelle fois de l'invalidation de son adversaire pour reprendre son siège, mais meurt quelques mois après sa réélection.

## Sources
- « Jean-Joseph Even », dans Adolphe Robert et Gaston Cougny, Dictionnaire des parlementaires français, Edgar Bourloton, 1889-1891 [détail de l’édition]